# Acestodoro
Acestodoro (griego Ἀκεστόδωρος) fue un historiador griego, que es mencionado por Plutarco en su Vida de Temístocles, que contenía, al parecer, un relato de la batalla de Salamina, entre otras cosas. Se desconoce la época en que vivió. Esteban de Bizancio menciona a un Acestodoro de Megalópolis, como autor de un libro, De las ciudades (περὶ πολέων), pero no está claro si se trata del mismo autor.